# Andertons Mill
Andertons Mill – wieś w Anglii, w hrabstwie Lancashire, w dystrykcie West Lancashire. Leży 38 km na północny zachód od miasta Manchester i 294 km na północny zachód od Londynu.